# Seti II
Seti II (hay Sethi II, Sethos II), là nhà cai trị thứ năm thuộc Vương triều thứ 19 của Ai Cập cổ đại. Niên đại của ông kéo dài khoảng từ 1200/1199 đến 1194/1193 TCN.
Trong thời gian trị vì của mình, ông phải đối phó với nhiều mưu đồ của pharaon Amenmesse, có khả năng là em ông, người nắm quyền khắp Thebes (Ai Cập) và Nubia.

## Gia quyến
Seti là con trai pharaon Merneptah và hoàng hậu Isetnofret II. Amenmesse là con của một hoàng hậu tên là Takhat. Tuy nhiên người ta vẫn chưa rõ bà có phải là vợ của Merneptah hay không. Một danh sách các công chúa hoàng gia vào năm thứ 53 của Ramesses II có đề cập đến một người là Takhat. Nếu người này chính là hoàng hậu Takhat, thì bà sẽ bằng tuổi hoặc trẻ hơn cả Seti, và Amenmesse sẽ là em khác mẹ của Seti. Một số thuyết cho rằng, Takhat là một người vợ thứ của Seti.
Nữ hoàng Twosret được cho là chính cung của ông. Bà là người nhiếp chính cho vị vua trẻ tuổi Siptah, tuy nhiên đó không phải là con ruột của bà. Mẹ của Siptah là một tỳ thiếp, và cha đẻ của vị vua này vẫn không rõ. Nhiều người vẫn cho rằng cha của Siptah là Amenmesse chứ không phải là Merneptah hay Seti II. Seti cũng có một thứ thiếp tên là Tiaa, người trước đây từng được cho là mẹ của Siptah.
Vào đầu năm 1908, nhà Ai Cập học Edward Ayrton trong một lần khai quật đã phát hiện ra hầm mộ KV56 chứa đầy những trang sức bằng vàng, trong đó có một vài món đồ khắc tên của Seti II. Ngôi mộ này được cho là thuộc về một người con gái của ông và nữ hoàng Twosret; nhưng số khác lại nghĩ rằng kho báu này thuộc riêng về một mình Twosret.

## Tranh chấp ngai vàng
Nhiều bằng chứng cho thấy rằng Amenmesse là một đối thủ cùng thời với giai đoạn cai trị của Seti II. Ngôi mộ của Seti KV15 ở Thebes đã bị phá hoại có chủ đích với nhiều khung tên của Seti của bị xóa cẩn thận trong suốt vương triều của ông, về sau đó được sửa chữa bởi các bộ hạ của Seti II. Điều này cho thấy rằng vương triều của Seti II ở Thebes đã bị gián đoạn 2 năm bởi sự trỗi dậy của một đối thủ: vua Amenmesse ở Thượng Ai Cập.
Thứ hai, học giả Đức Wolfgang Helck đã chỉ ra rằng Amenmesse chỉ được chứng thực ở Thượng Ai Cập trên một số mảnh gốm vào năm 3 và 4. Helck cũng lưu ý rằng không có bất kỳ chứng thực nào vào năm thứ nhất và thứ hai của Amenmesse. Điều này phù hợp với những bằng chứng rõ ràng về sự kiểm soát của Seti II ở Thebes trong hai năm đầu tiên của ông. 

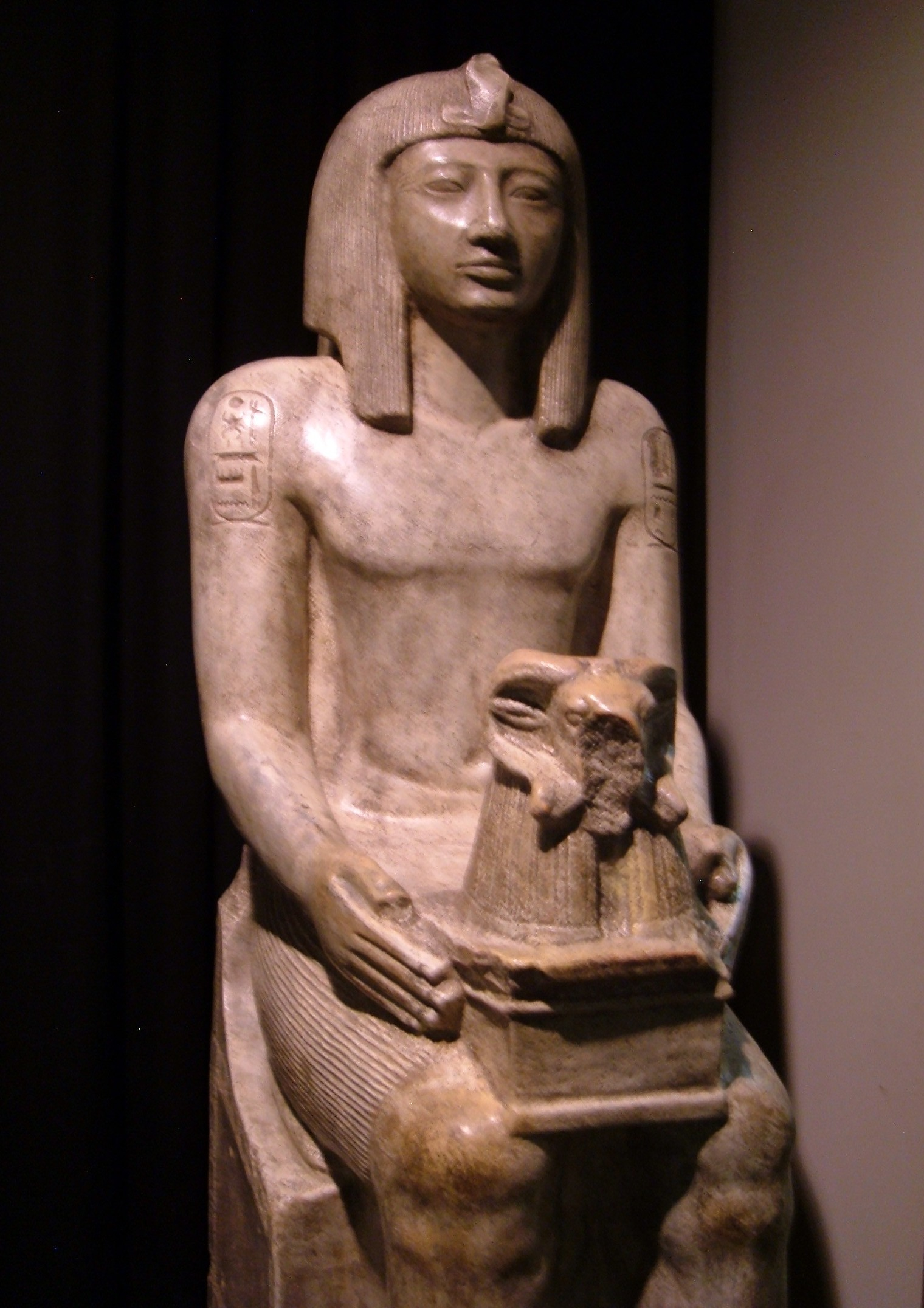
Seti II đang ôm đầu cừu (biểu tượng của Amun), tượng trưng bày tại California

Thứ ba, là về quan quản đốc Neferhotep, người đã bị giết dưới triều đại của Amenmesse, theo cuộn giấy cói Papyrus Salt 124. Tuy nhiên, Neferhotep cũng xuất hiện trên MMA 14.6.217, mảnh gốm vỡ ghi lại sự tái lên ngôi của Seti. Vì vậy thời gian trị vì của 2 người sẽ chồng lấn lên nhau, và đó là khoảng thời gian nổ ra những cuộc chiến tranh giành ngai vàng của 2 vua.
Sau khi tái chiếm được Thebes, Seti đã cho người xóa sạch hoàn toàn mọi bản khắc trên KV10, lẽ ra dành cho Amenmesse và hầu hết các bức tượng hay những công trình của ông.

## Trị vì
Seti đã cất nhắc và đưa đại thần Bay làm người tin cậy của mình. Tuy nhiên, người ta vẫn không tìm thấy bất cứ hình ảnh nào có liên quan đến vị quan này.
Tên ngai của ông được khắc trên mỏm đá tại đảo Bigeh, Nubia vào năm trị vì đầu tiên của mình. Seti còn được nhắc đến qua 2 cuộn giấy cói quan trọng. Thứ nhất là cuộn giấy cói "Chuyện về hai anh em", một câu chuyện thần thoại kể về 2 anh em là con của thần tiên. Thứ hai là cuộn giấy ghi lại việc xét xử Paneb, một người thợ tại Thebes vì tội trộm cắp.
Seti đã cho mở rộng khai thác quặng đồng tại thung lũng Timna và cho xây một đền thờ nữ thần Hathor. Ông cũng cho dựng một đồn canh tại tháp môn thứ hai và 3 nhà nguyện nhỏ để thờ Bộ ba Theban - Amun, Mut và Khonsu tại đền Karnak.

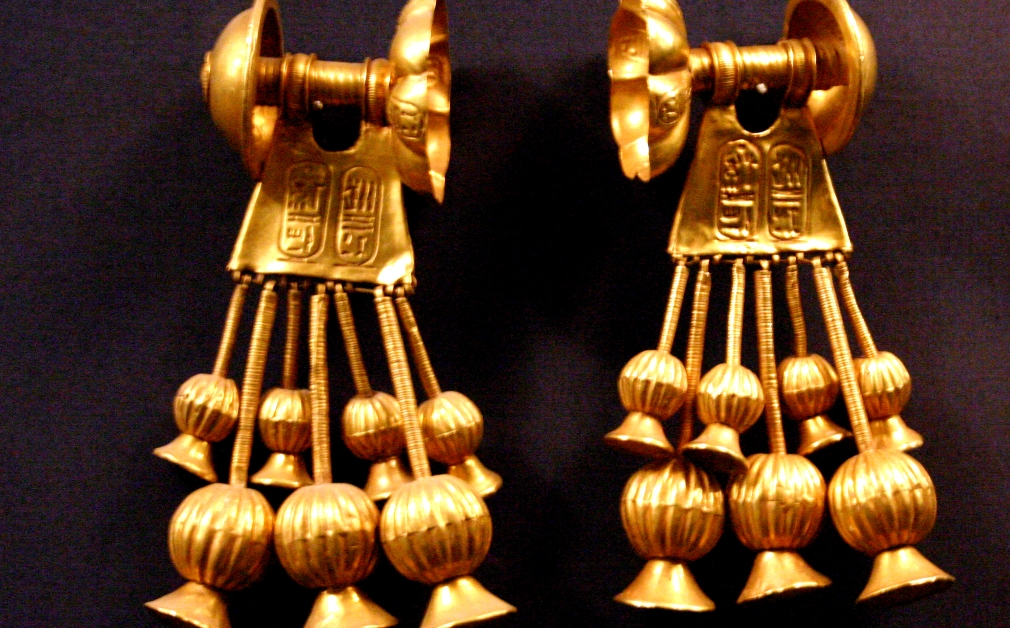
Hoa tai bằng vàng trong KV56 có khắc tên của Seti II

## Qua đời

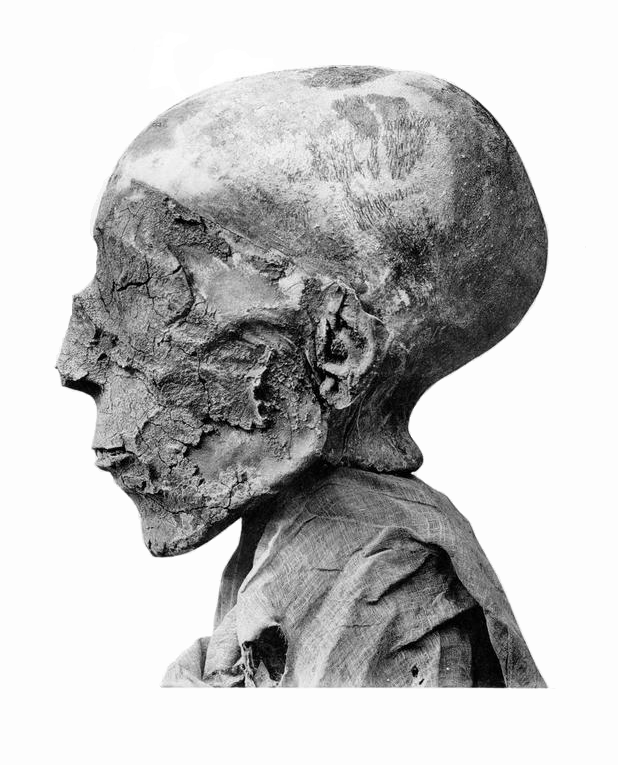
Đầu xác ướp Seti Ii

Seti cũng đã cho xây dựng 3 ngôi mộ KV13, KV14, và KV15 cho ông, nữ hoàng Twosret và Bay. Ông được an táng tại KV15, về sau xác ướp của ông lại được chuyển đến KV35, chỉ còn nắp quan tài tại KV15. Hành lang của ngôi mộ KV14 của Twosret cho biết rằng, Seti được chôn cất vào năm 1 tháng 3 Shemu ngày 11 dưới triều Siptah.